# Joan Terès i Borrull
Joan Terès i Borrull, né le 29 septembre 1538 à Verdú et mort le 10 juillet 1603, était issu d'une famille de condition modeste. Il suivit les cours d'humanités à Reus et alla étudier la philosophie et la théologie à Valence. Après son ordination sacerdotale, Terès fut nommé bénéficier dans la communauté ecclésiastique de la cathédrale de Tarragone. Peu de temps après, il obtint, au concours, la stalle de chanoine théologal, au sein du chapitre métropolitain de cette ville. Le cardinal Gaspar Cervantes de Gaeta, archevêque du diocèse, lui confia la charge de chanoine pénitencier, puis le choisit pour son coadjuteur. Terès reçut alors, du Saint-Siège, le titre d'évêque du Maroc.
Le 22 mai 1579, le Souverain Pontife Grégoire XIII le nomma au siège épiscopal d'Elne, laissé vacant par la mort de Pedro Mártir Coma. Terès prit possession de son diocèse, par procureur, le 26 juillet de la même année. Le 12 décembre 1582, Marie d'Autriche, veuve de l'empereur Maximilien II, qui se rendait à la cour d'Espagne avec sa fille Marguerite, vint à débarquer à Collioure. À son passage à Elne, elle reçut la visite de Terès, qui lui présenta la vraie Croix pour la baiser. Le jour de Noël, ainsi que le jour de la fête de saint Jean l'Evangéliste, l'évêque d'Elne célébra la messe pontificale dans l'église Saint-Jean de Perpignan, en présence de l'impératrice Marie d'Autriche, de l'Infante, sa fille, et de toute la cour. En 1584, il assista au concile provincial de Tarragone, et le 31 décembre 1584 il approuva un règlement élaboré par la communauté ecclésiastique de Millas concernant la célébration des messes fondées. Dans le cours du mois de janvier 1586, Terès avait engagé des pourparlers avec la communauté des bénéficiers de Saint-Jean, touchant la translation à Perpignan du siège épiscopal d'Elne. Il ne put donner suite à son projet, car, dès les premiers jours du mois de juin suivant, il reçut de Sixte V les bulles de nomination à l'évêché de Tortosa. C'est en tant que titulaire du siège épiscopal de ce dernier diocèse, qu'il consacra, le 15 juin 1586, l'église paroissiale de sa ville natale.
Moins d'une année après sa promotion à l'évêché de Tortosa, Terès fut élevé par Sixte V au siège métropolitain de Tarragone (mai 1587). Dans son nouveau diocèse, Terès s'appliqua à entourer de sa protection les ordres religieux. Les Capucins, les Augustins, les Carmes et les Jésuites devinrent l'objet de ses attentions et de ses faveurs particulières. Il chercha à promouvoir l'éclat du culte dans les églises et à maintenir la discipline ecclésiastique dans le clergé, à l'aide des conciles provinciaux qu'il tint dans sa ville archiépiscopale. Terès publia, en 1593, cinq livres de Constitutions provinciales de Tarragone avec le catalogue des archevêques de cette église. Clément VIII lui donna mission de procéder à la suppression des chanoines réguliers sur le territoire de la Catalogne, le Roussillon et la Cerdagne. Terès prit une part active au procès de canonisation de saint Raymond de Peñafort. À la suite d'une commission apostolique, il fit, en 1596, la reconnaissance du corps de ce bienheureux.
Le 25 décembre 1602, Philippe III d'Espagne confia à l'archevêque de Tarragone la charge éminente de vice-roi et de capitaine-général de Catalogne. Terès n'exerça pas longtemps les hautes fonctions de la vice-royauté en Catalogne. La mort le frappa à Barcelone, le juillet 1603. Son corps fut transféré à Tarragone et inhumé dans la cathédrale de cette ville. Les restes de Joan Terès reposent dans un mausolée en marbre blanc qu'on a élevé dans la muraille qui relie les deux chapelles de saint Fructueux et de saint Jean.